# David Carmona
David Carmona Sierra (ur. 11 stycznia 1997 w Palma del Río) – hiszpański piłkarz występujący na pozycji obrońcy w Cádiz CF.